# Indywidualne Mistrzostwa Szwecji na Żużlu 2014
Indywidualne Mistrzostwa Szwecji na Żużlu 2014 – cykl turniejów żużlowych, mających wyłonić najlepszych żużlowców szwedzkich w sezonie 2014. Tytuł wywalczył Tomas H. Jonasson.

## Finał
- Nyköping, 5 września 2014

| Msc. | Zawodnik              | Klub | Pkt |             | Uwagi                        |
| ---- | --------------------- | ---- | --- | ----------- | ---------------------------- |
| 1    | Tomas H. Jonasson     |      | 13  | (3,1,3,3,3) | I m. w finale                |
| 2    | Kim Nilsson           |      | 12  | (1,3,3,2,3) | II m. w finale               |
| 3    | Fredrik Lindgren      |      | 10  | (3,2,2,w,3) | I m. w barażu, III m. finale |
| 4    | Jonas Davidsson       |      | 12  | (3,3,3,3,0) | IV m. w finale               |
| 5    | Antonio Lindbäck      |      | 10  | (1,3,3,1,2) | II m. w barażu               |
| 6    | Linus Sundström       |      | 10  | (1,2,2,2,3) | III m. w barażu              |
| 7    | Mikael Max            |      | 9   | (2,3,1,1,2) | IV m. w barażu               |
| 8    | Peter Karlsson        |      | 9   | (1,2,2,3,1) |                              |
| 9    | Magnus Zetterström    |      | 8   | (3,0,2,1,2) |                              |
| 10   | Oliver Berntzon       |      | 6   | (2,0,1,3,0) |                              |
| 11   | John Lindman          |      | 6   | (0,2,1,2,1) |                              |
| 12   | Fredrik Engman        |      | 5   | (2,1,0,u,2) |                              |
| 13   | Victor Palovaara      |      | 4   | (0,1,0,2,1) |                              |
| 14   | Mathias Thörnblom     |      | 2   | (2,d,w,0,1) |                              |
| 15   | rez. Viktor Bergström |      | 1   | (1)         |                              |
| 16   | David Ruud            |      | 0   | (0,0,0,0,0) |                              |
| 17   | Pontus Aspgren        |      | 0   | (0,u,–,–,–) |                              |

## Bieg po biegu
1. Lindgren, Engman, Sundström, Lindman
2. Zetterström, Thörnblom, Nilsson, Palovaara
3. Jonasson, Berntzon, Lindbäck, Aspgren
4. Davidsson, Max, Karlsson, Ruud
5. Max, Lindman, Thörnblom (d), Aspgren (u)
6. Lindbäck, Lindgren, Palovaara, Ruud
7. Davidsson, Sundström, Jonasson, Zetterström
8. Nilsson, Karlsson, Engman, Berntzon
9. Jonasson, Karlsson, Lindman, Palovaara
10. Davidsson, Lindgren, Berntzon, Thörnblöm (w/u)
11. Nilsson, Sundström, Bergström, Ruud
12. Lindbäck, Zetterström, Max, Engman
13. Berntzon, Lindman, Zetterström, Ruud
14. Jonasson, Nilsson, Max, Lindgren (w)
15. Karlsson, Sundström, Lindbäck, Thörnblom
16. Davidsson, Zetterström, Engman (u)
17. Nilsson, Lindbäck, Lindman, Davidsson
18. Lindgren, Zetterström, Karlsson
19. Sundström, Max, Palovaara, Berntzon (w/u)
20. Jonasson, Thörnblom, Engman, Ruud
21. Baraż (miejsca 4–7, najlepszy do finału): Lindgren, Lindbäck, Sundström, Max
22. Finał (miejsca 1–3 i najlepszy z barażu): Jonasson, Nilsson, Lindgren, Davidsson